# 클리프 커티스
클리프 커티스(Cliff Curtis, 1968년 7월 27일 ~ )는 뉴질랜드 출신의 배우로, 《피아노》, 《블로》 등의 영화에 출연하였고, NBC 텔레비전 시리즈 《트라마》와 《바디 오브 프루프》, 그리고 《갱릴레이티드》, ABC의 새 텔레비전 시리즈 《미싱》에 출연했으며 최근 《피어 더 워킹 데드》에서 트래비스 마나와 역을 맡았다. 또한 뉴질랜드의 독립적 영화제작사 훼누아 필름(Whenua Films)의 공동 소유자이기도 하다.
마오리족에 속하는 그는 갈색 피부의 이유로 히스패닉과 아랍인 인물 역을 잘 맡기로 알려졌다.

## 어린 시절
뉴질랜드 북섬 로토루아에서 아마추어 댄서의 아들로 태어났다.
소년으로서 마오리 전통 무술을 공부하였고, 후에 브레이크댄서로 상연하다가 로큰롤 리바이벌 댄스 경연 대회에 나갔다.

## 경력
카피티 플레이어스와 맨티스 협동 연극사와 함께 뮤지컬극 《지붕 위의 선원》과 《라만차의 남자》의 아마추어 연극 제작에서 연기하기 시작한 후, 뉴질랜드 드라마 스쿨과 스위스의 디미트리 연극 학교에서 수학하였다.
몇몇의 뉴질랜드 연극사들에서 일하였고, 《오셀로》와 《맥베스》 같은 무대 제작들에 출연하였다. 그의 첫 영화 출연작은 아카데미 후보작 뉴질랜드 영화 《피아노》였다. 그가 출연한 다른 주목할 만한 뉴질랜드 영화들은 《전사의 후예》, 《절망적 배상》, 《리버퀸》, 《웨일 라이더》 등이다.
그 이래에 《쓰리킹》, 《블로》, 《트레이닝 데이》, 《콜레터럴 대미지》, 《선샤인》, 《다이하드 4.0》, 《푸시》 등의 국제 영화들에 출연하였다.
2004년에 제작자 에인즐리 가디너와 함께 독립적 영화제작사 훼누아 필름을 창립하였다. 그들은 뉴질랜드 영화 협회에 의하여 2005-06 시즌을 위한 단편 영화 기금의 개발과 제작을 관리하는 데 임명되었다. 2005년 아카데미상 후보작 《투카즈, 원나잇》과 2006년 마이크 조너던 감독의 《하와이키》 아래에 몇몇의 단편들을 제작하였다.

## 출연작
- 《피아노》 마나 역 
 《절망적 배상》 프레이저 역 (1993)
- 《전사의 후예》 불리 역 
 《라파누이》 (1994)
- 《딥 라이징》 마물리 역 
 《식스 데이즈 세븐 나잇》(1998)
- 《쓰리킹》 아미르 압둘라 역 
 《인사이더》 파들랄라 역 (1999)
- 《블로》 파블로 에스코바르 역 
 《트레이닝 데이》 스마일리 역 (2001)
- 《콜래트럴 데미지》 클라우디오 "엘 로보" 페리니 역 
 《웨일 라이더》 포로우랑이 역 (2002)
- 《런어웨이》 프랭크 에레라 역 (2003)
- 《리버퀸》 위레무 역 (2005)
- 《선샤인》 시얼 역 
 《프랙처》 플로레스 형사 역 
 《다이하드 4.0》 FBI 부국장 미겔 바우만 역 (2007)
- 《10,000 B.C.》 틱틱 역 (2008)
- 《푸시》 
 《크로싱 오버》 하미드 바라헤리 역 (2009)
- 《라스트 에어벤더》 오자이 역 (2010)
- 《콜롬비아나》 에밀리오 레스트레포 역 (2011)
- 《사우전드 워드》 신하 의사 역 (2012)
- 《다크 호스》 제네시스 포티니 역 (2014)
- 《제7기사단》 코르테스  중위 역 (2015)
- 《부활》예수 역 (2016)
- 《분노의 질주: 홉스 & 쇼》 조나 역 (2019)
- 《아바타: 물의 길》토노와리 역 (2022)
- 《아바타 3》(2023)
- 《아바타 4》(2025)
- 《아바타 5》(2027)